# Mohamad Al-Zoabi
Mohamad Sari Al-Zoabi es un deportista jordano que compitió en taekwondo. Ganó una medalla de plata en los Juegos Asiáticos de 1994 en la categoría de –54 kg.

## Palmarés internacional
| Juegos Asiáticos | Juegos Asiáticos  | Juegos Asiáticos | Juegos Asiáticos |
| Año              | Lugar             | Medalla          | Categoría        |
| ---------------- | ----------------- | ---------------- | ---------------- |
| 1994             | Hiroshima (Japón) | Medalla de plata | –54 kg           |